# Novemberrörelsen
Novemberrörelsen (finska: Marraskuun liike) var namnet på en proteströrelse som bildades i Finland den 7 november 1967 med syfte att liberalisera och humanisera samhällets kontrollpolitik gentemot brottslingar och andra avvikande. 
Novemberrörelsen riktade även allmänhetens och myndigheternas uppmärksamhet på de bostadslösa alkoholisternas svåra situation. Statsvetare och sociologer var starkt företrädda inom rörelsen, vars verksamhet småningom avstannade i början av 1970-talet, sedan den radikaliserats. Novemberrörelsen var vid sidan av De hundras kommitté den mest kända av epokens så kallade ensaksrörelser.